# Бергер, Леонид Адольфович
Леонид Адольфович Бергер (англ. Leonid Berger; 2 октября 1946, Москва) — советский и австралийский музыкант, певец и композитор.
Среди наиболее известных песен — «Нет тебя прекрасней», «Алёшкина любовь», «Возьми свои слова обратно», «Любимая, спи», «Танцевальный час на Солнце», «Ночными островами».

## Биография
По происхождению — еврей с польскими корнями; отец — известный портной и модельер дамского платья Адольф Иосифович Бергер. В школьные годы учился в Центральной музыкальной школе, затем поступил в Гнесинское музыкальное училище. Источники вдохновения — Рэй Чарльз. В 1966 году вместе с Валерием Шаповаловым основал группу «Орфей», в которую также вошли Валентин Витебский, Вячеслав Антонов (Добрынин) и 16-летний Борис Багрычев. Коллектив исполнял песни из репертуара Рэя Чарлза, Отиса Реддинга, Ареты Франклин и Чеслава Немена; особенной популярностью пользовалась перепевка песни «Однозвучно звенит колокольчик». В 1968 году вместе с группой «Сокол» записал саундтрек для мультфильма «Фильм, фильм, фильм».
По приглашению Павла Слободкина вошёл в состав ВИА «Весёлые ребята». Пластинка-миньон с песней «Алёшкина любовь» («ответ» композиции «Girl» The Beatles) вышла в свет 15 июля 1971 года и разошлась тиражом в 14 миллионов экземпляров. Педагогов по вокалу у Бергера не было; но уже через год работы в «Весёлых ребятах» он мог подниматься до третьей октавы.

«Окончивший консерваторию Бергер был очень сильно музыкально подкован и ко всему подходил научно, фундаментально. Он брал какого-то певца, например Рэя Чарлза или Тома Джонса, и раскладывал его манеру пения на составные части, составляя его музыкальный портрет и стремясь понять его сущность. Такого подхода больше ни у кого не было — только у Бергера. Он был очень основательный, очень целенаправленный и подготовленный музыкант. И в этом заключалась его сущность как человека».— Юрий Петерсон
Бергер принял участие в записи дебютного диска-гиганта Давида Тухманова «Как прекрасен мир», где исполнил «Любимая, спи» и «Танцевальный час на Солнце». Имеет успех песня «Нет тебя прекрасней». С Максимом Дунаевским Бергер записал цикл песен к фильму «Синие зайцы». Вместе с Ларисой Мондрус он записывает песню «Не упрекай любовь»; музыкальный клип для новогоднего «Голубого огонька-72» был снят с эфира (среди причин называют фамилию певца либо нелюбовь С. Лапина к современным молодёжным ритмам), и Леонид принимает решение эмигрировать в Австралию, к сестре жены. Однако, чтобы не подводить коллектив, сначала гастролирует с «Весёлыми ребятами» по Чехословакии, а затем (в начале 1972 года) переходит работать в ресторан «Лесной», в оркестр Виталия Клейнота. После эмиграции Бергера на конверте диска «Как прекрасен мир» его имя было заменено на ВИА «Весёлые ребята»; по той же причине он инкогнито записал вокал для мультфильма «По следам бременских музыкантов».
В Австралии Бергер первое время подрабатывал, затем сделал попытку появиться на телевидении: «Вопреки моим предвкушениям от меня хотели не того, что я мечтал петь, а „Калинку-малинку“, „Во саду ли, в огороде“ и даже танцев вприсядку». В итоге он устроился петь в ресторан, выучил английский язык и стал работать над собственными песнями. Был собран коллектив, дававший выступления в «Клубе профессиональных музыкантов» и получивший определённую известность. Бергер ориентировался на вкусы молодёжи, стараясь сочинять её музыкальным языком, но в собственном стиле. Леонид участвовал в международных музыкальных конкурсах, пел в ресторанах и концертных площадках. Руководитель группы «Koo Dé Tah». Четырёхкратный обладатель премии Aria Award. Проживал в Сиднее.
В 1989 году принимал участие в «Рождественских встречах» Аллы Пугачёвой. Является автором песни «Ночными островами», которая входит как в его репертуар, так и в репертуар Филиппа Киркорова, только с другой аранжировкой и под названием «Магдалена».